# Matthew Yoshimoto
Matthew Yoshimoto (Ventura, 4 marzo 1997) è un pallavolista statunitense, palleggiatore dell'Amriswil.

## Carriera

### Club
La carriera di Matthew Yoshimoto inizia nei tornei scolastici californiani, giocando con la Adolfo Camarillo HS. Dopo il diploma gioca a livello universitario con la Lewis, partecipando alla NCAA Division I dal 2016 al 2019: durante il suo senior year raggiunge la Final 7, uscendo di scena alle semifinali, e viene inserito nella seconda squadra All-American.
Nella stagione 2019-20 firma il suo primo contratto professionistico, ingaggiato nella Lega Nazionale A svizzera con l'Amriswil, conquistando la Supercoppa svizzera.

### Nazionale
Nel 2019 debutta con la nazionale statunitense, aggiudicandosi la medaglia d'argento alla NORCECA Champions Cup.

## Palmarès

### Club
- Supercoppa svizzera: 1

2019

### Nazionale (competizioni minori)
- NORCECA Champions Cup 2019

### Premi individuali
- 2019 - All-America Second Team